# Nupserha bicolor
Nupserha bicolor är en skalbaggsart som först beskrevs av Thomson 1857.  Nupserha bicolor ingår i släktet Nupserha och familjen långhorningar. Inga underarter finns listade i Catalogue of Life.